# Kenneth Schmidt
Tan-Kenneth Jerico Leka-Schmidt (* 3. Juni 2002 in Freiburg im Breisgau) ist ein deutscher Fußballspieler. Der Verteidiger steht zur Saison 2025/26 bei Fortuna Düsseldorf unter Vertrag.

## Karriere

### Verein
Kenneth Schmidt begann seine Karriere in der Jugend des FC Emmendingen und spielte dort bis zur C-Jugend. 2017 wurde er erstmals für ein Sichtungsturnier des DFB für dessen Junioren-Nationalmannschaften eingeladen. Im Sommer 2017 wechselte er zur U17 des SC Freiburg. Von 2017 bis 2019 besuchte er die Max Weber-Schule in Freiburg. Im Dezember 2019 debütierte Schmidt für die deutsche U18-Nationalmannschaft und kam im September 2020 zu zwei Einsätzen in der U19-Auswahl. Beim SC Freiburg kam er in der Saison 2020/21, noch als Mitglied der U19, auch bereits auf erste Einsätze in der zweiten Mannschaft des Vereins in der Regionalliga Südwest, an deren Ende die Mannschaft den Aufstieg in die Dritte Liga erreichte. Im Sommer 2021 unterzeichnete Schmidt einen Profivertrag und rückte fest in den Drittliga-Kader der Breisgauer auf, wo er daraufhin sein Profiliga-Debüt feiern konnte. Zudem gehörte er ab September 2021 dem Kader der U20-Nationalmannschaft an.
Während der Winterpause 2022/23 rückte Schmidt fest in den Kader der ersten Mannschaft auf. Am 16. März 2023 debütierte er im Europa-League-Achtelfinale gegen Juventus Turin in der ersten Mannschaft. Drei Tage später gab Schmidt gegen den 1. FSV Mainz 05 sein Bundesliga-Debüt und stand am darauffolgenden Spieltag zwei Wochen später gegen Hertha BSC erstmals in der Startaufstellung. Bis zum Saisonende kam er auf insgesamt fünf Bundesliga-Einsätze und verlängerte anschließend im Sommer 2023 seinen Vertrag in Freiburg. Zu Beginn der anschließenden Spielzeit 2023/24 bestritt er fünf weitere Bundesliga-Spiele, ehe er ab Ende November 2023 für den Rest der Saison verletzt ausfiel.
Nachdem Schmidt bis zur Winterpause der folgenden Saison 2024/25 unter dem neuen Cheftrainer Julian Schuster in keinem Pflichtspiel zum Einsatz gekommen war, wechselte er zum 1. Januar 2025 auf Leihbasis zum Zweitligisten Hannover 96. Krankheitsbedingt verpasste Schmidt dort jedoch Teile der Wintervorbereitung und kam anschließend bis zum Saisonende auch in Hannover zu keinem Einsatz in der A-Mannschaft, lediglich mit der zweiten Mannschaft des Vereins bestritt er sieben Spiele in der Dritten Liga. Im Sommer 2025 wurde die zunächst auf eineinhalb Jahre anvisierte Leihe vorzeitig beendet, woraufhin Schmidt nicht mehr nach Freiburg zurückkehrte, sondern sich stattdessen dem Zweitligisten Fortuna Düsseldorf anschloss.

### Nationalmannschaft
Schmidt bestritt von Dezember 2019 bis Oktober 2023 für die U18, U19, U20 und U21 des DFB insgesamt 16 Spiele, bei denen ihm ein Tor gelang. Bei der U21-Europameisterschaft 2023 gehörte er dem deutschen Kader an, kam während des Turniers jedoch nicht zum Einsatz.

## Titel
- Meister der Regionalliga Südwest und Aufstieg in die 3. Liga: 2021 (SC Freiburg II)